# 58a Divisió (Exèrcit Popular de la República)
La 58a Divisió —originalment denominada 6a Divisió asturiana— va ser una de les divisions de l'Exèrcit Popular de la República que es van organitzar durant la Guerra Civil espanyola sobre la base de les Brigades Mixtes.

## Historial
La unitat va ser creada al març de 1937, formada a partir de diverses brigades asturianes. Durant els seus primers mesos d'existència va romandre en l'inactiu front asturià, integrada en el III Cos d'exèrcit asturià. El 6 d'agost la unitat va ser reorganitzada i canviada de nom com a «58a Divisió», quedant integrada en el XVI Cos d'Exèrcit.
Durant la campanya d'Astúries la divisió va romandre situada als ports de muntanya, defensant-los enfront de la temptativa de les forces franquistes manades pel general Antonio Aranda Mata. A l'octubre, desbordada per l'avanç enemic —que amenaçava amb voltar-la—, es va retirar cap a Gijón, on acabaria autodissolent-se.

## Comandaments
Comandants
- comandant d'infanteria Eduardo Rodríguez Calleja[2] (des de març de 1937);
- major de milícies Arturo Vázquez Vázquez (des de juny de 1937);
- major de milícies Máximo Ocampo Gil (des d'octubre de 1937);

## Ordre de batalla
| Data                | Cos d'Exèrcit adscrit | Brigades Mixtes integrades | Front de batalla |
| ------------------- | --------------------- | -------------------------- | ---------------- |
| 6 d'agost de 1937   | XVII Cos d'Exèrcit    | 186a, 187a i 188a          | Astúries         |
| 5 d'octubre de 1937 | XVII Cos d'Exèrcit    | 187a, 188a i 194a          | Astúries         |